# Maurice Schilles
Maurice Auguste Schilles (ur. 25 lutego 1888 w Puteaux, zm. 20 grudnia 1957 w Paryżu) – francuski kolarz torowy i szosowy, dwukrotny medalista olimpijski oraz trzykrotny medalista mistrzostw świata.

## Kariera
Pierwsze sukcesy w karierze Maurice Schilles osiągnął w 1908 roku, kiedy zdobył dwa medale podczas igrzysk olimpijskich w Londynie. Wspólnie z André Auffray'em zdobył złoty medal w wyścigu tandemów, a indywidualnie zdobył srebrny medal w wyścigu na 5 km, w którym wyprzedził go tylko Benjamin Jones z Wielkiej Brytanii. Na rozgrywanych rok później mistrzostwach świata w Kopenhadze zdobył brązowy medal w sprincie amatorów, ulegając jedynie Brytyjczykowi Williamowi Baileyovi i Niemcowi Karlowi Neumerowi. Po przerwie spowodowanej I wojną światową powrócił do kolarstwa w 1920 roku przeszedł na zawodowstwo. Na mistrzostwach świata w Paryżu w 1924 roku zdobył kolejny brązowy medal, a podczas rozgrywanych rok później mistrzostw świata w Amsterdamie był drugi za Ernstem Kaufmannem ze Szwajcarii. Kilkakrotnie zdobywał medale torowych mistrzostw Francji, w tym złoty w swej koronnej konkurencji w 1923 roku.